# Shabo
Le shabo (aussi connue sous le nom de chabu ou mekeyir) est une langue parlée au sud-est de l'Éthiopie.
Sa grammaire repose sur l'enchaînement sujet-objet-verbe.
Elle est considérée comme un isolat, quoique certains linguistes la rapprochent de la famille des langues nilo-sahariennes.